# 左翼急進党
左翼急進党（さよくきゅうしんとう、Parti radical de gauche、略称：PRG）は、急進主義を掲げるフランスの政党。現在の党首はオーヴェルニュ＝ローヌ＝アルプ地域圏議員のギヨーム・ラクロワ。

## 概要
1901年に創立された急進党（共和国急進社会党）から、1972年にフランス社会党やフランス共産党との共闘に積極的な左派が離党。左翼急進運動として結党し、1998年に左翼急進党に改名した。
急進主義、社会自由主義、左翼を基本理念にしている。1994年欧州議会議員選挙(6月12日、投票)では、歌手・俳優・映画監督のベルナール・タピを代表とする「急進的なエネルギー」を結成して臨み、上位から4番目の234万4457票(12.03%)を得て13議席を獲得、圧勝した。その後一時期急進社会党を名乗ったが、フランス民主連合に加盟している急進党（この党も正式には「急進社会党」）からの抗議によって現在の党名に変更した。2002年フランス大統領選挙では、南アメリカにあるフランス領ギアナ選出で1993年から国民議会議員を務めていた女性のクリスチャーヌ・トビラを擁立した。彼女はフランスで唯一の黒人の国民議会議員であるが、66万447票(2.32%)の獲得に止まり惨敗した。欧州統合には賛成の立場で欧州憲法に賛成するキャンペーンを行った。
2017年の大統領選挙および総選挙ののち、急進党との合併交渉が進み、急進運動として合流することとなった。2017年12月9日から10日に結党大会が開催されたが、2019年2月、合流前に党首だったシルヴィア・ピネルを含む左翼急進党の一部議員が、同年の欧州議会議員選挙における共和国前進との提携に異を唱え離党。再び分裂した。